# Lodowiec Axela Heiberga
Lodowiec Axela Heiberga (ang. Axel Heiberg Glacier, norw. Axel Heibergbreen) – lodowiec w Górach Transantarktycznych w Antarktydzie Wschodniej.

## Nazwa
Nazwany przez Roalda Amundsena (1872–1928) na cześć konsula Axela Heiberga (1848–1932), norweskiego biznesmena i mecenasa nauki, który przyczynił się do licznych norweskich wypraw polarnych .

## Geografia
Lodowiec Axela Heiberga leży w Górach Królowej Maud w Górach Transantarktycznych w Antarktydzie Wschodniej. 
Od zachodu ogranicza go Góra Fridtjofa Nansena (3989 m n.p.m.), a od wschodu Mount Don Pedro Christophersen (3766 m n.p.m.). Lodowiec oddziela łańcuch górski Herbert Range od masywnej góry Mount Don Pedro Christophersen . 
Lodowiec mierzy około 48 km długości . Spływa z Płaskowyżu Polarnego ku północy, do Lodowca Szelfowego Rossa pokrywającego południowe Morze Rossa . 

## Historia
Dolina lodowca stanowi jedną z „bram” w Górach Transantarktycznych, umożliwiających dostęp do Płaskowyżu Polarnego. 
Lodowiec został odkryty w listopadzie 1911 roku przez wyprawę pod dowództwem Roalda Amundsena  w drodze do bieguna południowego. Przeprawa była trudna z uwagi na strome podejście i występowanie licznych szczelin lodowcowych.